# Sada Abe
Sada Abe (阿部 定, Abe Sada), née le 28 mai 1905 à Tokyo et décédée à une date inconnue après 1971, est une geisha et prostituée japonaise, qui a défrayé la chronique en 1936 pour avoir tué son amant par asphyxie érotique avant de lui trancher les organes génitaux et de les garder avec elle dans son kimono pendant presque trois jours. L'affaire fit sensation dans le Japon du milieu des années 1930 et reste l'un des meurtres les plus célèbres du pays.
Son histoire inspire de nombreuses œuvres artistiques, philosophiques, littéraires et cinématographiques, dont la plus fameuse en Occident demeure le film L'Empire des sens de Nagisa Ōshima en 1976. Ce dernier provoque un grand scandale lors de sa sortie en raison de scènes à caractère pornographique mais il est néanmoins présenté cette année-là au Festival de Cannes et connaît un succès international.

## Résumé de sa vie
Élevée dans une famille nombreuse avec de nombreux problèmes chez ses frères et sœurs, Abe est violée à l'âge de 14 ans par un ami étudiant. Rebelle et incontrôlable, ses parents la vendent à une maison de geisha de Yokohama (comme il est courant à l'époque) à 17 ans. Elle ne parvient pas à s'élever dans ce monde et reste une geisha de bas rang. À force d'avoir des relations sexuelles avec les clients, elle contracte la syphilis et décide alors de devenir prostituée, ce qui est bien mieux rémunéré. Elle travaille dans les bordels d'Osaka pendant une certaine période mais acquiert une réputation de fauteuse de troubles et de voleuse. En 1933, après la mort de sa mère, elle commence à exercer illégalement à Tokyo et devient la maîtresse d'un homme aisé. Comme il refuse de quitter sa femme pour l'épouser, ni ne lui permet de prendre d'autre amant que lui, elle le quitte. Pendant une courte période, à Nagoya où elle est femme de chambre dans un restaurant, elle devient la maîtresse d'un nouvel homme aisé qui a des ambitions politiques.
Sur ses conseils, elle retourne à Tokyo et décide de travailler dans le secteur de la restauration pour, à terme, ouvrir son propre établissement. Devenue apprentie dans un restaurant, elle séduit le patron marié, Kichizō Ishida (石田 吉蔵), et commence avec lui une histoire d'amour passionnée. Ils se retrouvent clandestinement dans des maisons de thé où ils restent au lit pendant des jours. Entre deux retrouvailles, l'idée qu'il la quitte pour rejoindre son épouse lui devient de plus en plus insupportable. Au cours d'une nouvelle escapade sexuelle, ils commencent à pratiquer l'étranglement pendant l'acte pour accroître leur plaisir. Ishida lui demande alors de l'étrangler pendant son sommeil, sans doute pour plaisanter. Le 18 mai 1936, vers 2 heures du matin, Abe l'étrangle à mort et déclarera plus tard avoir ressenti un sentiment de soulagement une fois l'acte accompli. Elle reste allongée auprès de son corps pendant plusieurs heures avant de lui trancher le pénis et les testicules avec un couteau de cuisine et de les envelopper dans des pages de magazine. Le lendemain, le corps de l'homme émasculé est découvert.
Alors que la police recherche intensément Abe, la nouvelle de l'incident dans la presse provoque une frénésie nationale surnommée la « panique Abe Sada » et le public se passionne pour l'affaire. Après le meurtre, Sada Abe vagabonde quelques jours et prévoit de se suicider. Elle est finalement arrêtée dans une auberge où elle dira s'être adonnée à des actes de nature nécrophile avec les organes génitaux d'Ishida. À l'issue d'un procès très médiatisé et très suivi par le public (le dossier de police de son interrogatoire et de ses aveux devient un best-seller national en 1936), elle est jugée coupable de meurtre et de mutilation de cadavre et condamnée à six ans de prison.
Après sa libération en 1941, sa « célébrité » involontaire l'empêche de mener une vie normale. Son histoire fait l'objet de nombreuses analyses philosophiques, psychanalytiques, journalistiques et sociales. Elle est tantôt décrite comme une « perverse sexuelle », tantôt comme une « héroïne de cette époque »[réf. nécessaire], voire comme une « figure tendre et chaleureuse du salut pour les générations futures »[réf. nécessaire]. Elle décide alors de capitaliser sur son image, publie son autobiographie intitulée Mémoires d'Abe Sada, et joue dans une production scénique itinérante inspirée de sa vie. À partir de 1952, elle mène une vie très discrète et travaille dans un bar. Elle est absente de la vie publique, hormis une apparition dans un documentaire en 1969, et la fin de sa vie est incertaine. On ignore même la date exacte de sa mort située après 1971.

## Biographie

### Famille
Sada Abe est la septième enfant d'une fratrie de huit de Shigeyoshi et Katsu Abe, un couple de la classe moyenne supérieure, fabricants de tatamis du quartier de Kanda à Tokyo. Seuls quatre des enfants Abe survivent jusqu'à l'âge adulte, et parmi ceux-ci, Sada est la plus jeune. Le père de Sada, originaire de la préfecture de Chiba, a été adopté par la famille Abe pour aider à l'entreprise, dont il a finalement hérité. Âgé de 52 ans au moment de la naissance de Sada, Abe Shigeyoshi est décrit par la police comme un « homme honnête et droit » qui n'a ni vices apparents ni démêlés avec la justice, bien que certaines connaissances l'aient rapporté comme quelque peu égocentrique, avec un goût pour l'extravagance. De même, la mère de Sada n'a aucun problème judiciaire ou moral connu.
Le frère de Sada, Shintarō, est connu comme étant un coureur de jupons et, après son mariage, s'enfuit avec l'argent de ses parents. Sa sœur Teruko est également connue pour avoir eu plusieurs amants. Le père de Sada l'envoie travailler dans un bordel, ce qui n'était pas rare à l'époque au Japon pour punir la promiscuité sexuelle féminine, bien qu'il l'ait rapidement rachetée. Le passé de Teruko n'est pas considéré comme un obstacle au mariage pour ceux de la classe des Abe à l'époque, et elle s'est rapidement mariée.

### Jeunesse
Abe est née en 1905. Sa mère l'adore, elle qui est son plus jeune enfant survivant, et lui permet de faire tout ce qu'elle souhaite. Elle l'encourage à prendre des cours de chant et à jouer du shamisen, deux activités qui, à l'époque, sont plus associées aux geishas, une profession parfois de classe inférieure, et aux prostituées qu'à une activité artistique classique. Les geishas sont considérées comme des personnalités glamours à l'époque, et Abe elle-même entretient cette image en faisant l'école buissonnière pour aller à ses cours de musique et en arborant un élégant maquillage.
Alors que les problèmes familiaux concernant ses frères et sœurs, sa sœur Teruko et son frère Shintarō, deviennent plus pressants, Abe sort souvent seule de la maison. Elle rencontre rapidement un groupe d'adolescents tout aussi indépendants. À l'âge de 14 ans, lors d'une sortie avec ce groupe, elle est violée par une de ses connaissances, un étudiant de l'université Keiō,. Ses parents la défendent d'abord et la soutiennent, mais elle devient une adolescente difficile. Comme elle est de plus en plus incontrôlable, ses parents la vendent à une maison de geisha de Yokohama en 1922, espérant lui trouver une place dans la société. Toku Abe, la sœur aînée de Sada, témoignera qu'elle souhaitait devenir geisha. Sada elle-même, cependant, affirmera que son père avait fait d'elle une geisha pour la punir pour sa promiscuité sexuelle.
La rencontre d'Abe avec le monde des geishas s'avère frustrante et décevante. Pour devenir une geisha de haut rang, cela nécessite un apprentissage dès l'enfance, avec des années passées à se former et à étudier les arts et la musique. Abe ne progresse jamais au-delà du rang inférieur et l'une de ses principales tâches est d'avoir des relations sexuelles avec les clients. Elle travaille pendant cinq ans à ce titre et finit par attraper la syphilis. Puisque cela signifie qu'elle serait tenue de subir des examens physiques réguliers, tout comme pour une prostituée légalement autorisée, Abe choisit alors cette profession mieux rémunérée.

### Début des années 1930

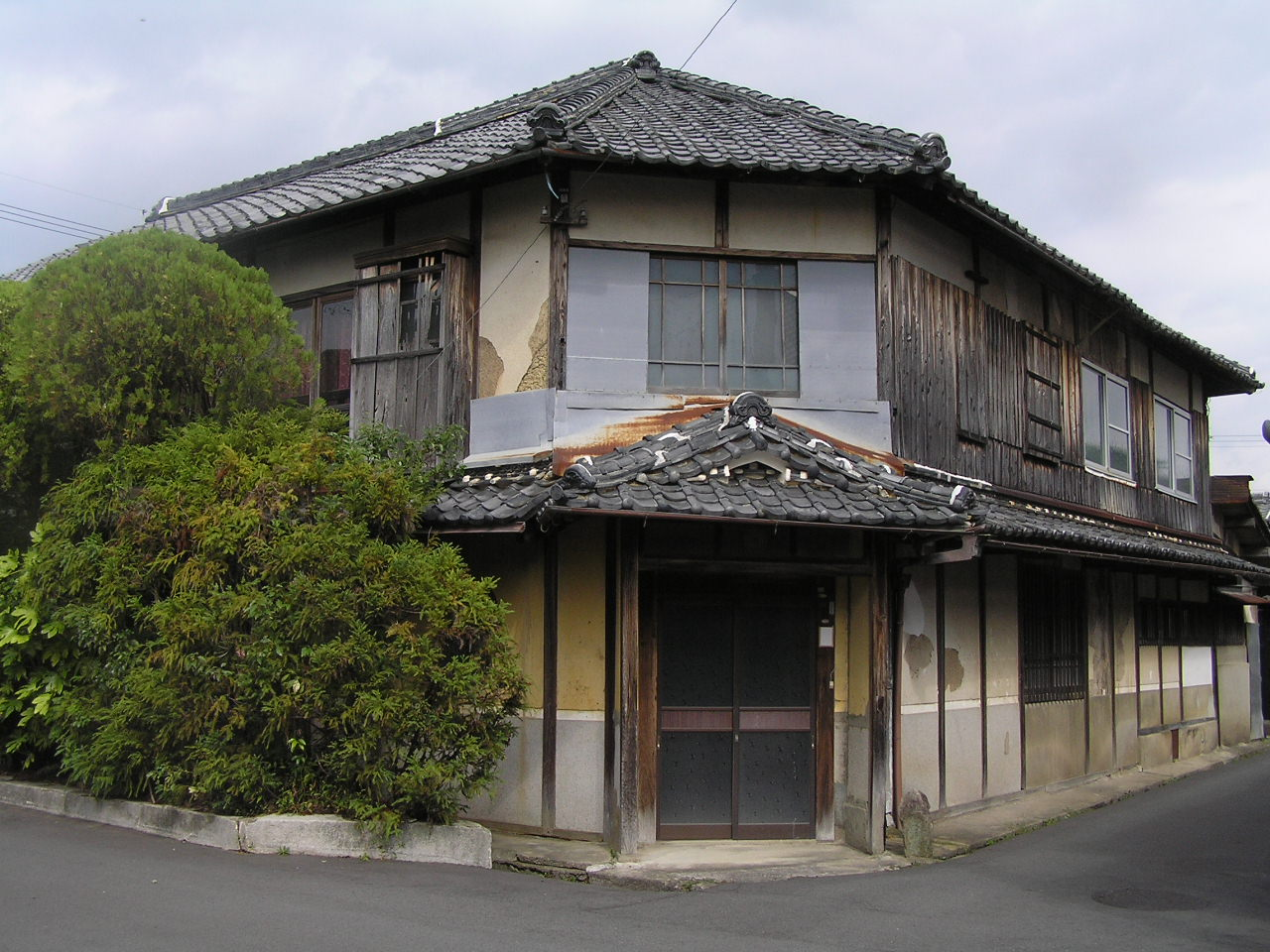
L'auberge où Abe est arrêtée.

Abe commence à travailler comme prostituée dans le célèbre quartier de maisons closes de Tobita à Osaka, mais acquiert rapidement une réputation de fauteuse de troubles. Elle dérobe de l'argent à des clients et tente de quitter l'établissement à plusieurs reprises, mais est rapidement retrouvée par sa communauté. Après deux ans, Abe réussit finalement à échapper au système de prostitution sous licence et commence à travailler comme serveuse. Cependant, insatisfaite du salaire, elle redevient vite prostituée, bien que désormais sans licence, et commence à travailler dans les bordels illégaux d'Osaka en 1932. La mère d'Abe meurt en janvier 1933 et Abe se rend à Tokyo pour rendre visite à son père, et voir la tombe de sa mère. Elle entre sur le marché de la prostitution à Tokyo et devient une maîtresse pour la première fois. Lorsque son père tombe gravement malade en janvier 1934, Abe le soigne pendant dix jours jusqu'à sa mort.
En octobre 1934, Abe est arrêtée lors d'une descente de police dans le bordel illégal dans lequel elle travaille à l'époque. Kinnosuke Kasahara, un proche ami du propriétaire du bordel, organise sa libération. Kasahara est attiré par elle, constatant qu'elle n'a pas de dettes, et avec son accord, en fait sa maîtresse. Il l'installe dans une maison le 20 décembre 1934 et lui donne également un revenu. Dans son interrogatoire à la police, il se souvient : « Elle était vraiment forte, très puissante. Même si je suis plutôt blasé, elle arrivait à m'étonner. Elle n'était jamais satisfaite à moins que nous ne le fassions deux, trois ou quatre fois par nuit. Pour elle, c'était insupportable sauf si j'avais ma main sur ses parties intimes toute la nuit. [...] Au début, c'était super, mais après quelques semaines, je me suis un peu épuisé ». Quand Abe suggère à Kasahara de quitter sa femme pour l'épouser, il refuse. Elle demande ensuite à Kasahara de lui permettre de prendre un autre amant, ce qu'il refuse également. Par la suite, leur relation prend fin et pour lui échapper, Abe part pour Nagoya. Kasahara termine son témoignage par une remarque énervée au sujet d'Abe : « C'est une salope et une putain. Et comme ce qu'elle a fait le montre clairement, c'est une femme que les hommes devraient craindre ». De même, Abe se souviendra de Kasahara en des termes peu flatteurs, en disant : « Il ne m'aimait pas et me traitait comme un animal. C'était le genre de racaille qui me suppliait alors quand je disais que nous devrions rompre ».
À Nagoya en 1935, ayant à nouveau l'intention de quitter l'industrie de la prostitution, Abe commence à travailler comme femme de chambre dans un restaurant. Elle développe rapidement une relation amoureuse avec un client, Gorō Ōmiya, un professeur et banquier qui aspire à devenir membre de la Diète du Japon. Sachant que le restaurant ne tolérerait pas qu'une femme de chambre ait des relations sexuelles avec des clients et s'ennuyant à Nagoya, elle retourne à Tokyo en juin. Ōmiya la retrouve sur place et, constatant qu'elle a contracté la syphilis, lui paie un séjour dans une station thermale de Kusatsu de novembre à janvier 1936. En janvier, Ōmiya lui suggère de devenir financièrement indépendante en ouvrant un petit restaurant et lui recommande de commencer à travailler comme apprentie dans la restauration.

### Rencontre avec Kichizō Ishida

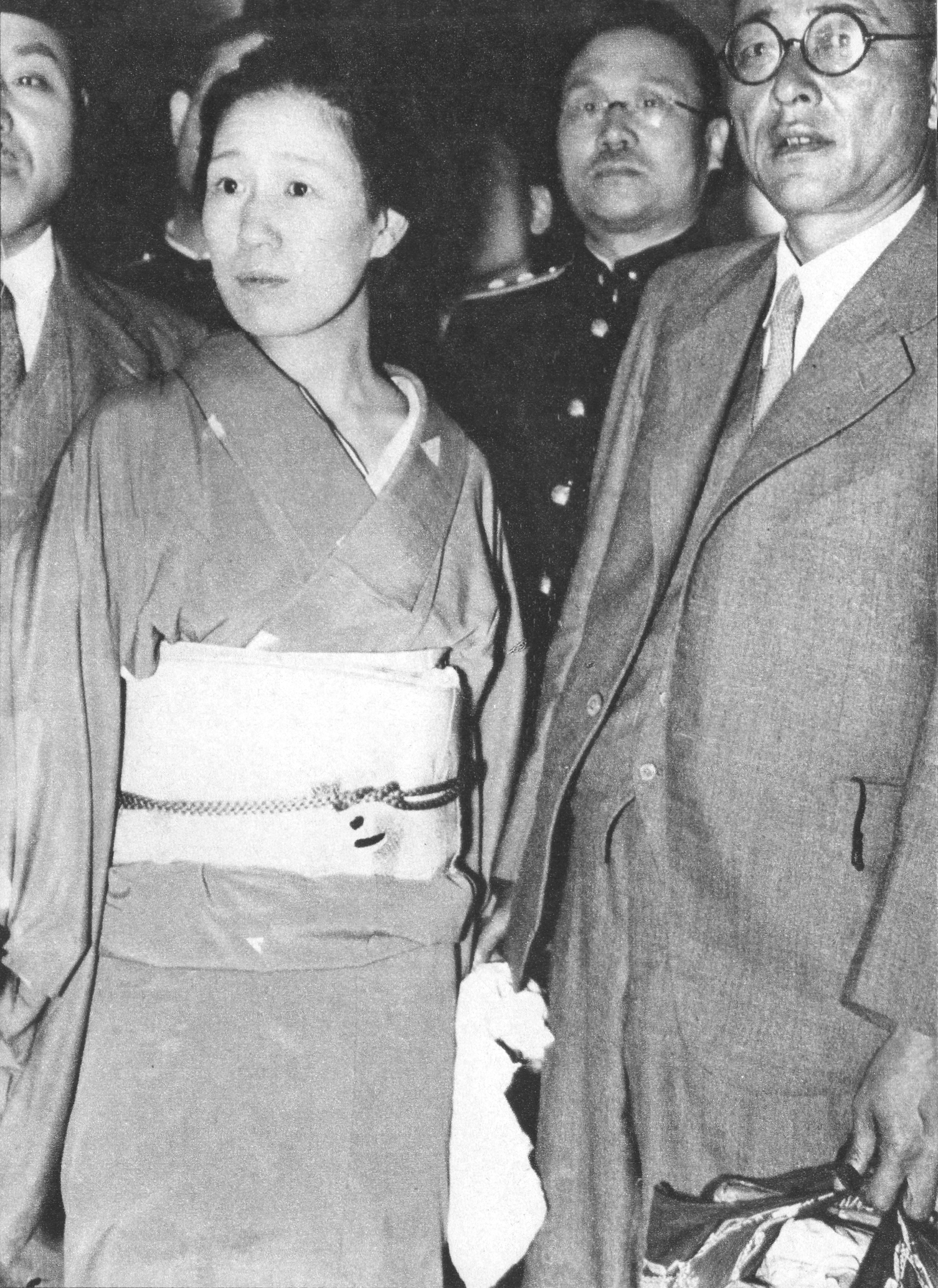
Sada Abe entourée par des agents de police le 20 mai 1936.

De retour à Tokyo, Abe commence à travailler comme apprentie au restaurant Yoshidaya le 1er février 1936. Le propriétaire de cet établissement, Kichizō Ishida, 42 ans à l'époque, avait gravi les échelons dans le secteur, ayant débuté comme apprenti dans un restaurant spécialisée dans les plats d'anguilles. Il avait ouvert le Yoshidaya dans le quartier de Nakano en 1920. Quand Abe rejoint son établissement, Ishida est connu comme un coureur de jupons qui, à cette époque, ne fait pas grand-chose au restaurant, en fait géré principalement par sa femme.
Peu de temps après qu'Abe eut commencé à travailler au Yoshidaya, Ishida lui fait des avances. Ōmiya n'a jamais satisfait sexuellement Abe et elle est sensible aux approches d'Ishida. À la mi-avril, Ishida et Abe ont une relation sexuelle au restaurant au son d'une ballade romantique chantée par l'une des geishas du restaurant. Le 23 avril 1936, Abe et Ishida se retrouvent pour faire l'amour dans une maison de thé, l'équivalent contemporain d'un love hotel, dans le quartier de Shibuya. Prévoyant seulement d'avoir une courte « aventure », le couple reste au lit pendant quatre jours. Dans la nuit du 27 avril, ils se rendent dans une autre maison de thé, dans le quartier éloigné de Futako Tamagawa, où ils continuent à boire et faire l'amour, parfois accompagnés du chant d'une geisha, et ne s'arrêtent même pas lorsque les femmes de chambre entrent dans la pièce pour servir du saké. Ils se rendent ensuite dans le quartier d'Ogu. Ishida ne revient en fait dans son restaurant que le matin du 8 mai, après une absence d'environ deux semaines. À propos d'Ishida, Abe déclarera : « Il est difficile de dire exactement ce qui était si bon chez Ishida. Mais il était impossible de dire quoi que ce soit de mal à propos de son apparence, de son attitude, de son talent d'amant, de la façon dont il exprimait ses sentiments. Je n'avais jamais rencontré un homme aussi séduisant ».
Après la fin de leur aventure de deux semaines, Abe devient agitée et se met à boire excessivement. Elle dira avoir connu le véritable amour pour la première fois de sa vie avec Ishida, et avoir été rendue intensément jalouse en l'imaginant de retour avec sa femme. Un peu plus d'une semaine avant la mort d'Ishida, Abe commence à penser à son meurtre. Le 9 mai 1936, elle assiste à une pièce de théâtre dans laquelle une geisha attaque son amant avec un grand couteau, après quoi elle décide de faire de même avec Ishida lors de leur prochaine rencontre. Le 11 mai, Abe met en gage certains de ses vêtements et utilise l'argent pour acheter un couteau de cuisine. Elle décrira sa rencontre avec Ishida ce soir-là avec les termes suivants : « J'ai sorti le couteau de cuisine de mon sac et je l'ai menacé comme je l'avais vu faire dans la pièce avec la phrase : "Kichi, tu portais ce kimono juste pour faire plaisir à l'un de vos clients préférés. Espèce de bâtard, je vais te tuer pour ça". Ishida a été surpris et a reculé un peu, mais il semblait ravi de tout cela ».

### Meurtre d'Ishida

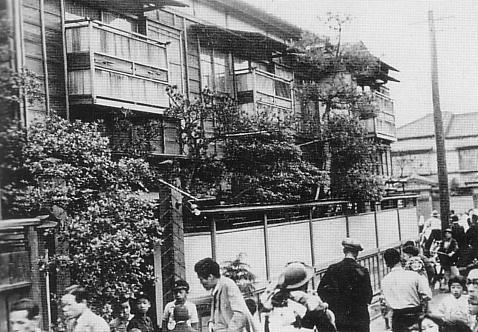
Site de l'« incident Abe Sada ».

Ishida et Abe retournent à Ogu, où ils resteront jusqu'à sa mort. Pendant cette nouvelle escapade amoureuse, Abe met le couteau à la base de son pénis en lui disant qu'elle s'assurerait comme ça qu'il ne jouerait jamais avec une autre femme. Ishida en rit. Deux nuits après le début de cet épisode sexuel, Abe commence à étrangler Ishida pendant l'acte, et il lui dit de continuer, disant que cela augmente son plaisir (asphyxie érotique). Elle lui demande de le lui faire aussi. Le soir du 16 mai 1936, Abe utilise son obi (ceinture de kimoni) pour couper la respiration d'Ishida en plein orgasme, et ils apprécient tous les deux. Ils réitèrent cela pendant encore deux heures. Une fois qu'Abe a arrêté de l'étrangler, le visage d'Ishida se déforme anormalement. Il prend alors trente comprimés d'un sédatif appelé Calmotin pour tenter d'apaiser sa douleur. Selon Abe, alors qu'Ishida commence à somnoler, il lui aurait dit : « Tu vas mettre le cordon autour de mon cou et le serrer à nouveau pendant que je dors, n'est-ce pas… Si tu commences à m'étrangler, n'arrête pas, parce que c'est tellement douloureux après ». Abe commentera qu'elle se demandait sur l'instant s'il avait voulu qu'elle le tue, mais après réflexion, elle dira qu'il devait plaisanter.
Vers 2 heures du matin le 18 mai 1936, alors qu'Ishida dort, Abe enroule sa ceinture deux fois autour de son cou et l'étrangle jusqu'à le tuer. Elle dira plus tard à la police : « Après avoir tué Ishida, je me suis sentie parfaitement à l'aise, comme si un lourd fardeau avait été levé de mes épaules, et j'ai ressenti un sentiment de clarté ». Après avoir être resté couchée auprès du corps d'Ishida pendant quelques heures, elle lui tranche le pénis et le testicules avec le couteau de cuisine, les enveloppe avec des pages de magazine et les garde avec elle jusqu'à son arrestation trois jours plus tard. Avec le sang, elle écrit « Nous, Sada et Kichi(zō) Ishida, maintenant unis » (定、石田の吉二人キリ, Sada, Ishida no Kichi Futari-kiri) sur la cuisse gauche d'Ishida, et sur un drap de lit. Elle sculpte ensuite le kanji 定 (Sada, le caractère de son nom) sur son bras gauche. Après avoir mis les sous-vêtements d'Ishida, elle quitte l'auberge vers 8 heures du matin, demandant au personnel de ne pas déranger Ishida.
Elle retrouve ensuite son ancien amant Gorō Ōmiya et lui présente ses excuses à plusieurs reprises, mais Ōmiya, ignorant le meurtre, suppose qu'elle s'excuse d'avoir pris un autre amant. En réalité, les excuses d'Abe concernent les dommages causés à sa carrière politique qu'elle sait que son association avec elle vont causer.
Après la découverte du corps d'Ishida par le personnel de l'auberge, la police est prévenue. Une recherche est lancée pour retrouver Abe, qui a disparu. Le 19 mai 1936, les journaux rapportent l'histoire. La carrière d'Ōmiya est ruinée et la vie d'Abe fait l'objet d'une passion publique intense à partir de ce moment.

### La «panique Abe Sada»

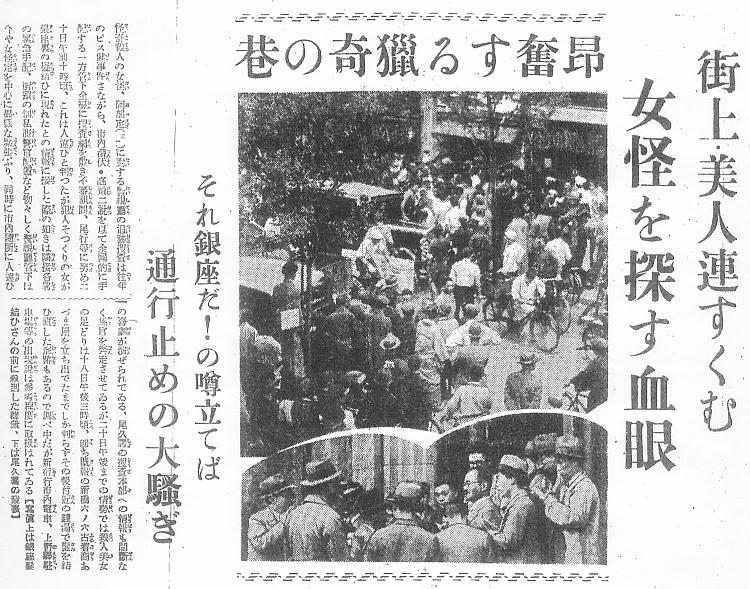
La « panique Abe Sada » dans un article du 21 mai 1936. Les journaux de l'époque ont fait état de foules rassemblées dans les rues après l'annonce de l'incident Sada Abe, insistant sur la nature absurde de l'incident.

Les circonstances de la mort d'Ishida devient immédiatement un phénomène national. La frénésie populaire qui suit la recherche d'Abe est surnommée la « panique Abe Sada ». La police reçoit des témoignages de la présence d'Abe dans diverses villes et l'un de ces faux témoignages provoque presque une bousculade à Ginza, entraînant un grand embouteillage routier. En référence au récent coup d'État raté à Tokyo, l'incident du 26 février ou « incident de Ni Ni-Roku » (« 2–26 » ou « 26 février »), le crime est surnommé de manière satirique « incident Go Ichi-Hachi » (« 5–18 » ou « 18 mai »).
Le 19 mai 1936, Abe sort faire du chalandage et va au cinéma. Sous un pseudonyme, elle séjourne dans une auberge de Shinagawa le 20 mai, où elle se fait masser et boit trois bouteilles de bière. Elle passe la journée à écrire des lettres d'adieu à Ōmiya et Ishida. Elle prévoit de se suicider une semaine après le meurtre et pratique la nécrophilie : « Je me suis senti attaché au pénis d'Ishida et j'ai pensé que ce n'est qu'après avoir pris congé tranquillement que je pourrais ensuite mourir. J'ai déballé le papier qui les enveloppait et j'ai regardé son pénis et son scrotum. J'ai mis son pénis dans ma bouche et j'ai même essayé de l'insérer à l'intérieur. [...] Ça n'a pas fonctionné, même si j'ai continué d'essayer et d'essayer. Ensuite, j'ai décidé de m'enfuir à Osaka, en gardant le pénis d'Ishida tout le temps. À la fin, je sauterai d'une falaise du mont Ikoma tout en tenant son pénis ».
À 16 heures, des inspecteurs de police, méfiants quant au pseudonyme sous lequel Abe s'est enregistrée, débarquent dans sa chambre. « Ne soyez pas si formel », leur dit-elle, « Vous cherchez Sada Abe, n'est-ce pas ? Eh bien, c'est moi. Je suis Sada Abe ». Mais alors que les policiers doutent toujours, elle leur montre les organes génitaux d'Ishida comme preuve.
Abe est arrêtée et interrogée pendant huit séances. Lorsqu'on lui demande pourquoi elle a sectionné les organes génitaux d'Ishida, elle répond : « Parce que je ne pouvais pas prendre sa tête ou son corps avec moi. Je voulais prendre la partie de lui qui me rappelait les souvenirs les plus vifs ». L'officier qui l'interroge est frappé par sa réaction lorsqu'on lui demande pourquoi elle avait tué Ishida : « Elle est devenue immédiatement excitée et ses yeux ont brillé d'une manière étrange ». Sa réponse est : « Je l'aimais tellement, je le voulais pour moi toute seule. Mais comme nous n'étions pas mari et femme, tant qu'il vivrait, il pourrait être embrassé par d'autres femmes. Je savais que si je le tuais, aucune autre femme ne pourrait plus jamais le toucher, alors je l'ai tué ». En tentant d'expliquer ce qui distingue le cas d'Abe de plus d'une douzaine d'autres cas similaires au Japon, William Johnston suggère que c'est cette réponse qui a enflammé l'imagination de la nation : « Elle avait tué non par jalousie mais par amour ». Mark Schreiber note que l'incident de Sada Abe (ja) s'est produit à un moment où les médias japonais étaient préoccupés par des troubles politiques et militaires extrêmes, comme avec l'incident du 26 février et une  guerre imminente en Chine. Il suggère qu'un scandale sexuel sensationnaliste de ce type a servi d'exutoire national bienvenu aux événements politiques de l'époque, angoissants pour la population. L'affaire a également touché une corde sensible, celui du style ero guro nansensu (en) (« érotique-grotesque-non-sens »), populaire à l'époque, et l'incident Sada Abe en est venu à représenter ce genre pour les années à venir.
Lorsque les détails du crime sont rendus publics, des rumeurs commencent à circuler selon lesquelles le pénis d'Ishida aurait été d'une taille extraordinaire. Cependant, l'officier de police ayant interrogé Abe après son arrestation nie cela, affirmant : « Celui d'Ishida était juste moyen. [Abe] m'a dit : "La taille ne fait pas un homme au lit. La technique et son désir de me plaire étaient ce que j'aimais avec Ishida" ». Après son arrestation, le pénis et les testicules d'Ishida sont transférés au musée de pathologie de la faculté de médecine de l'université impériale de Tokyo. Ils seront exposés au public peu après la fin de la Seconde Guerre mondiale, mais sont depuis introuvables.

### Procès et condamnation
Le procès d'Abe s'ouvre le 25 novembre 1936 et à 5 heures du matin, avec une foule déjà assemblée pour y assister. Le juge présidant le procès admettra avoir été sexuellement excité par certains détails de l'affaire, tout en assurant que le procès se déroulerait avec le plus grand sérieux. La déclaration d'Abe avant de recevoir sa condamnation commence : « La chose que je regrette le plus à propos de cet incident, c'est que j'ai fini par être considérée à tort comme une sorte de perverse sexuelle. […] Il n'y avait jamais eu aucun autre homme dans ma vie comme Ishida. Il y eut des hommes que j'ai aimés, et avec qui j'ai couché sans demander d'argent, mais aucun ne m'a fait ressentir ce que j'ai ressenti envers lui ».
Le 21 décembre 1936, Abe est reconnue coupable de meurtre et de mutilation de cadavre. Bien que l'accusation ait requis dix ans et qu'Abe ait affirmé souhaiter la peine de mort, elle n'est en fait condamnée qu'à six ans de prison. Elle est incarcérée au pénitencier pour femmes de Tochigi, où elle est la détenue n°11. Sa peine est commuée le 10 novembre 1940, à l'occasion des célébrations du 2600e anniversaire de la fondation du Japon. Elle est finalement libérée le 17 mai 1941, exactement cinq ans après le meurtre.
Le dossier de police de l'interrogatoire et des aveux d'Abe est devenu un best-seller national en 1936. Christine L. Marran place la fascination nationale pour l'histoire d'Abe dans le contexte du stéréotype de la dokufu (毒婦, « femme poison », femme fatale), un type de personnage féminin transgressif devenu populaire pour la première fois dans les romans sérialisés japonais et les œuvres scéniques des années 1870. Dans le sillage de la littérature populaire sur les « femmes poison », des autobiographies confessionnelles de criminelles féminines commencent à apparaître à la fin des années 1890. Au début des années 1910, les écrits autobiographiques de femmes criminelles prennent un ton sans vergogne et incluent parfois des critiques du Japon et de la société japonaise. Sugako Kanno, pendue en 1911 pour avoir conspiré en vue d'assassiner l'empereur Meiji dans ce qui était connu sous le nom d'« incident de haute trahison », a écrit des essais ouvertement rebelles en prison. Fumiko Kaneko, qui est condamnée à mort pour avoir comploté pour détruire la famille impériale, a utilisé sa notoriété pour dénoncer le système impérial et le racisme et le paternalisme qu'elle a dit qu'il engendrait. La confession d'Abe, dans les années ayant suivi son apparition, est devenue le récit criminel féminin le plus diffusé au Japon. Marran souligne qu'Abe, contrairement aux autobiographes criminels précédents, insiste sur sa sexualité et l'amour qu'elle ressentait pour sa victime.

### Vie ultérieure

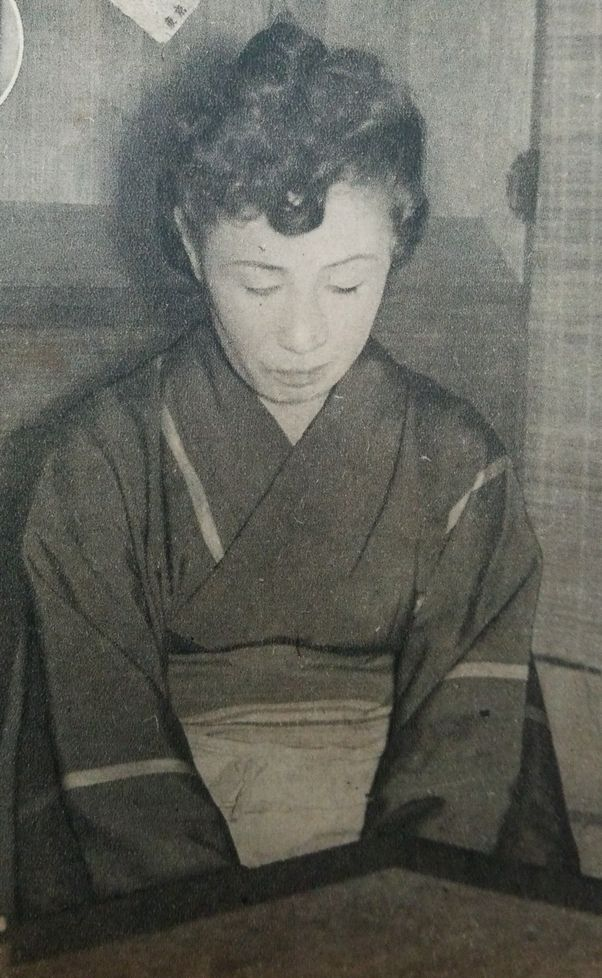
Sada Abe en 1947.

À sa sortie de prison, Abe prend un pseudonyme. En tant que maîtresse d'un « homme sérieux » qu'elle appelle dans ses mémoires « Y », elle s'installe d'abord dans la préfecture d'Ibaraki, puis dans la préfecture de Saitama. Lorsque la véritable identité d'Abe devient connue des amis et de la famille de « Y », elle rompt leur relation.
Au lendemain de la Seconde Guerre mondiale, souhaitant détourner l'attention du public de la politique et de la critique des autorités d'occupation américaines, le gouvernement Yoshida encourage la politique des « 3-S » : « sport, écran et sexe » (sports, screen, and sex). Les écrits d'avant-guerre, tels que Le Diagnostic psychologique d'Abe Sada (1937) dépeignent Abe comme un exemple des dangers d'une sexualité féminine débridée et comme une menace pour le système patriarcal. Dans l'après-guerre, elle est vue comme une critique du totalitarisme et un symbole de liberté face aux idéologies politiques oppressives. Abe devient un sujet populaire dans la littérature de grande et de basse qualité. L'écrivain buraiha Sakunosuke Oda écrit deux histoires basées sur Abe, et un article de juin 1949 note qu'Abe a récemment essayé d'effacer son nom après qu'il avait été utilisé dans une « montagne » de livres érotiques.
En 1946, l'écrivain Ango Sakaguchi interviewe Abe, la traitant comme une autorité en matière de sexualité et de liberté. Il la qualifie de « figure tendre et chaleureuse du salut pour les générations futures ». En 1947, Les Confessions érotiques d'Abe Sada d'Ichiro Kimura devient un best-seller national, avec plus de 100 000 exemplaires vendus. Le livre se présente sous la forme d'une entrevue avec Abe, mais est en fait basé sur les dossiers d'interrogatoire de la police. En réponse à ce livre, Abe écrit sa propre autobiographie, Mémoires d'Abe Sada, qui est publiée en 1948. Contrairement à la représentation de Kimura d'elle comme une perverse, elle insiste sur son amour pour Ishida. La première édition du magazine  Jitsuwa (実話, « Histoire vraie »), en janvier 1948, présente des photos inédites de l'incident avec le titre « Ero-guro du siècle ! Première sortie publique. Pictogramme de l'incident d'Abe Sada ». Reflétant le changement de ton dans les écrits sur Abe, le numéro de juin 1949 du Monthly Reader l'a qualifie d'« héroïne de cette époque » pour avoir suivi ses propres désirs à une époque de « fausse moralité » et d'oppression.
Abe capitalise alors sur sa notoriété en donnant des interviews à des magazines populaires, et en apparaissant pendant plusieurs années à partir de 1947 dans une production scénique itinérante en un acte appelée Shōwa Ichidai Onna (« Une femme de la période Shōwa ») sous la direction du dramaturge Nagata Mikihiko. En 1952, elle commence à travailler au Hoshikikusui, un bar ouvrier d'Inari-chō dans le centre-ville de Tokyo. Abe vit une vie discrète dans le quartier de Shitaya (en) à Tokyo pendant les 20 années suivantes, et l'association de restaurants de son quartier lui décerne un prix d'« employée modèle ». Plus d'une fois, dans les années 1960, le critique de cinéma Donald Richie se rend au Hoshikikusui. Dans sa collection de profils, Japanese Portraits, il décrit un épisode lors duquel Abe fait une entrée spectaculaire dans un groupe de buveurs bruyants. Elle descend lentement un long escalier qui mène au milieu de la foule, fixant d'un regard hautain les individus qui la regardent. Les hommes du bar répondent en mettant leurs mains devant leurs entrejambes et en criant des choses comme « Cachez les couteaux ! » ou « J'ai peur d'aller faire pipi ! ». Abe frappe la rampe de colère et fixe la foule dans un silence inconfortable et total, puis continue son entrée, bavardant et servant des boissons de table en table. Richie commente : « Elle avait en fait étranglé un homme à mort puis coupé son membre ».
En 1969, Abe apparaît dans le segment « L'Incident Sada Abe » du documentaire dramatique Déviances et Passions réalisé par Teruo Ishii, et la dernière photographie connue d'Abe est prise en août de cette année,. Elle disparaît de la vie publique en 1970. Lorsque le film L'Empire des sens est annoncé au milieu des années 1970, le réalisateur Nagisa Ōshima affirme avoir recherché Abe et, après une longue quête, l'avoir retrouvée, les cheveux tondus, dans un couvent du Kansai.

## Postérité
Des décennies après l'incident et sa disparition, Abe continue d'attirer l'intérêt du public :
- Mutsuo Toi s'intéresse au cas d'Abe et commence l'écriture d'un roman intitulé 雄図海王丸 (Yūtokaiōmaru?). Deux ans après l'affaire, il perpétue le pire massacre commis par un seul individu de l'histoire du Japon avant de se suicider[69],[70].
- En plus du documentaire dans lequel Abe elle-même apparaît peu de temps avant qu'elle ne disparaisse de la vie publique, et du film L'Empire des sens de 1976, au moins trois films à succès sont réalisés sur la base de l'histoire. Sexy Doll : Abe Sada Sansei (1983), utilise le nom d'Abe dans le titre[71]. En 1998, une biographie de 438 pages d'Abe est publiée au Japon[64], et le premier livre complet sur Abe en anglais, Geisha, Harlot, Strangler, Star : A Woman, Sex, and Morality in Modern Japan de William Johnston, est publié en 2005[72].
- Le musicien bruitiste japonais Merzbow adopte le pseudonyme d'Abe Sada pour un premier projet musical. Il ne sort qu'un seul disque sous ce nom, Original Body Kingdom/Gala Abe Sada 1936 en 1994[73].
- En mars 2007, un groupe bruitiste de Perth en Australie, nommé Abe Sada remporte une bourse de musique contemporaine du Département australien de la culture et des arts pour faire une tournée au Japon en juin et juillet 2007[74].

### Dans la littérature
- (ja) Abe Sada, 阿部定手記―愛の半生 [« Memoirs of Abe Sada: Half a Lifetime of Love »], Tokyo, Chuokoron sha,‎ 1998 (ISBN 978-4-12-203072-5)
- (ja) Seiichi Funabashi, Abe Sada gyōjō-ki [« A Record of Abe Sada's Behavior »], 1947
- (ja) Takeshi Fuyuki, Aiyoku ni nakinureta onna—Abe Sada no tadotta hansei [« Woman Tearstained in Passion—The Life Led by Abe Sada »], 1947
- (ja) Ichirō Kimura, お定色ざんげ―阿部定の告白 [« The Erotic Confessions of Abe Sada »], Tokyo, Kawade Shobo Shinsha,‎ 1947 (ISBN 978-4-309-40530-8)
- (ja) Mikihiko Nagata, Jitsuroku: Abe Sada/Jōen ichidai onna [« True Story: Abe Sada (Modèle:A.k.a.) Impassioned Woman of Love »], 1950–1951
- (ja) Sakunosuke Oda, Sesō [« The State of the Times »], 1946
- (ja) Sakunosuke Oda, Yōfu [« The Seductress »], 1947
- Satō, Makoto. Abe Sada's Dogs, pièce d'avant-garde[75].
- Sekine, Hiroshi (1971). Abe Sada, poème[76].
- Tōkyō Seishin Bunsekigaku Kenkyōjo (1937). The Psychoanalytic Diagnosis of Sada Abe (Abe Sada no seishin bunseki teki shindan)[77].
- Junichi Watanabe, Shitsuraken [« A Lost Paradise »], 1997 (roman inspiré de l'incident Abe)[78]

### Au cinéma
Abe elle-même est apparue dans le segment « L'Incident Sada Abe » du documentaire dramatique Déviances et Passions réalisé par Teruo Ishii. L'actrice Yukie Kagawa interprète son rôle.
Il y a également eu au moins six films basés sur sa vie :
- La Véritable histoire d'Abe Sada de Noboru Tanaka, sorti en 1975 uniquement au Japon, mais a été éclipsé au niveau international par son successeur plus explicite sorti l'année suivante.
- L'Empire des sens de Nagisa Ōshima en 1976 qui est largement censuré après sa sortie à cause de ses scènes explicites de sexe et de nudité.
- Sada de Nobuhiko Ōbayashi en 1998 avec Hitomi Kuroki.
- 平成版　阿部定　あんたが欲しい (Heiseiban: Abe Sada: Anta ga Hoshii?)[79] de Sachi Hamano (en) en 1999.
- Pure, avec Asa Akira[80] en 2009.
- Abe Sada Saigo no Nanokakan[81] de Kyōko Aizome en 2011.